# Oligohimenofòria
Els oligohimenoforeus (Oligohymenophorea) són una extensa classe de protists del fílum Ciliophora que presenten típicament un solc ventral que conté la boca i uns cilis orals distintius, que estan separats dels cilis corporals.

## Característiques
Els cilis orals inclouen una membrana paroral a la dreta de la boca i unes membranel·les, usualment en nombre de tres, a la seva esquerra. La citofaringe és senzilla i mai forma els cyrtos complexos trobats en altres classes.
Els cilis corporals s'originen generalment de monocinètides, tenint les dicinètides una distribució limitada a una part del cos. En la majoria dels grups, els cilis corporals són uniformes i sovint densos, mentre que els cilis orals són senzills i reduïts a vegades, però en Peritrichia és gairebé al revés.

## Història natural
Els seus membres es distribueixen extensament, molts són de vida lliure (típicament d'aigua dolça, però també marins) i altres són simbionts. La majoria són micròfags, recol·lectant organismes més petits que són escombrats pels cilis bucals, encara que també es poden presenten altres formes d'alimentació. Un dels grups, Astomatia, ha perdut la boca i les estructures associades.

## Taxonomia
Oligohymenophorea va ser primer proposat en 1974 com una de tres classes de Ciliophora, al costat de Polyhymenophorea (Spirotrichea) i Kinetofragmophora (actualment abandonat). Des de llavors se'ls ha unit Apostomatia, però la seva composició ha estat relativament constant. Les variacions principals han tingut lloc en les posicions de Peniculida i Plagiopylea.